# Typhlatya jusbaschjani
Typhlatya jusbaschjani is een garnalensoort uit de familie van de Atyidae. De wetenschappelijke naam van de soort is voor het eerst geldig gepubliceerd in 1948 door Birstein.